# Карта АТЭС

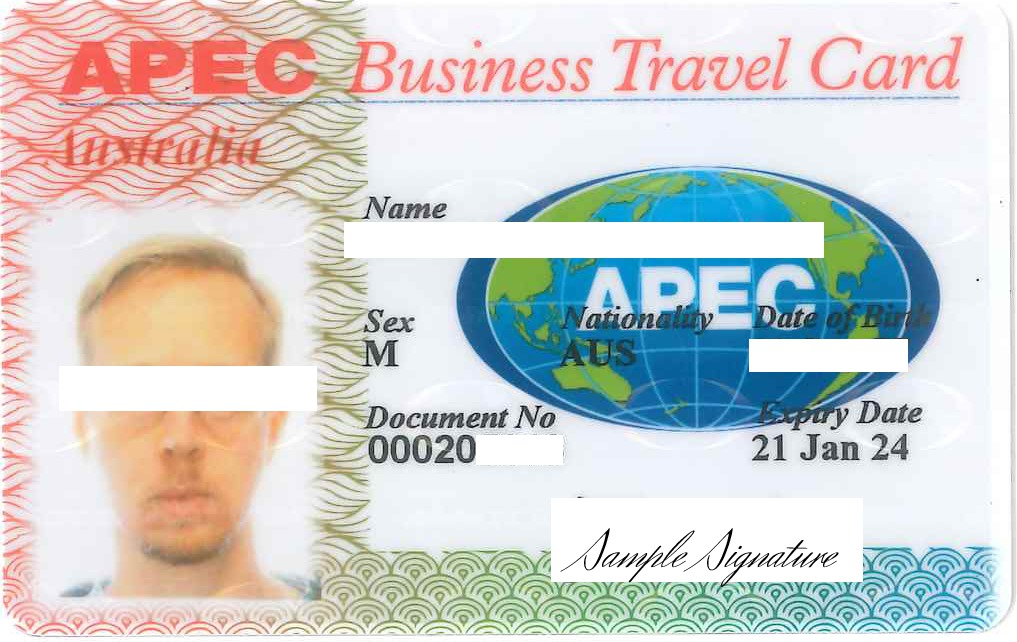
Экземпляр карты АТЭС 2019 года выпуска, Австралия

Карта для деловых поездок АТЭС — это визовый документ, который выдается деловым туристам, являющимся гражданами стран-участниц АТЭС. У владельца такой карты нет необходимости оформлять визу при посещении других стран-участниц АТЭС, поскольку предварительное разрешение на въезд уже получено при оформлении заявки. Карта действительна в течение пяти лет, то есть в течение пяти лет работает как визовый документ.
Обладатели карты АТЭС имеют право приоритетного прохода паспортного контроля в международных аэропортах стран-участниц АТЭС через специально отведенные пункты пограничного контроля.
Система использования карт для деловых и служебных карт АТЭС регулируется Деловым Консультативным советом АТЭС, в котором Россию представляет Российский союз промышленников и предпринимателей, являющийся учреждением, отвечающим за работу России в организации форума АТЭС и программ, реализуемых в рамках АТЭС. Также за информационную составляющую по картам отвечают аккредитованные агентства. Наличие карты АТЭС не дает права на осуществление трудовой деятельности в этих странах. Порядок пребывания на территории стран-участниц форума АТЭС регулируется законодательством страны пребывания.

## Страны-участницы и процесс оформления

Полноправные участники схемы
Транзитные члены (Канада и США)

Большинство стран-участниц АТЭС — полноправные члены программы карты АТЭС:
- Австралия
- Бруней
- Чили
- Китай[4]
- Гонконг
- Индонезия
- Япония
- Республика Корея
- Малайзия
- Мексика
- Новая Зеландия
- Папуа — Новая Гвинея
- Перу
- Филиппины
- Россия
- Сингапур[5]
- Китайская Республика
- Таиланд[6]
- Вьетнам

Транзитные члены:
- Канада
- США

Россия участвует в полном объёме с 1 июня 2013 года. Граждане этих стран могут подать заявление на получение карты в своём государстве, при этом основное условие — то, что подающий заявление является деловым лицом, которому может потребоваться регулярно совершать краткосрочные поездки в регионе АТЭС для исполнения деловых обязательств. В разных странах критерии проверки заявок от своих граждан могут сильно отличаться; так, Австралия ограничивает участие резидентами-бизнесменами, занимающимися международной торговлей или инвестициями между странами АТЭС, получившими грант на развитие экспортного рынка (Export Market Development Grant) от Австралийской торговой комиссии в течение последних пяти лет, включёнными в актуальный бизнес-список Forbes Global 2000 или удовлетворяющими другим подобным критериям.
После подачи заявки данные заявителя направляются в консульские департаменты МИД стран-участниц, в которые предполагается въезд, которые дают предварительное разрешение на въезд при соблюдении всех условий. Названия стран, которые дали предварительное разрешение на въезд, напечатаны на обратной стороне карты. Может потребоваться до полугода, чтобы все страны-участницы рассмотрели заявку от заявителя, поэтому заявитель может принять решение о выпуске карты, не дожидаясь ответа от некоторых стран и, таким образом, впоследствии не пользоваться преимуществами при поездках в эти страны. Если заявка подана после сентября 2015 года, то карта действительна в течение пяти лет, по прошествии этого срока необходимо подать новую заявку; ранее сентября 2015 года карты были действительны три года. Если в течение пятилетнего срока действия изменился паспорт владельца, то необходимо перевыпустить карту, чтобы она соответствовала актуальному номеру паспорта. По состоянию на февраль 2014 года в активном использовании находилось около пятисот тысяч карт для деловых поездок АТЭС.
Канада и США являются транзитными членами. Это позволяет им выдавать карты АТЭС своим гражданам и резидентам для того, чтобы они могли воспользоваться преимуществами ускоренного рассмотрения виз и иммиграционного оформления в других странах, однако их граждане и резиденты не имеют возможности пользоваться дополнительными безвизовыми поездками, и также Канада и США не предоставляют безвизовый статус держателям карт АТЭС, выпущенных другими странами-участницами. США начали приём заявок на карты АТЭС в июне 2014 года, а Канада в октябре 2013 года объявила, что приступит к осуществлению пробной программы с ограниченным участием.
Также гражданин третьей страны (включая США и Канаду), являющийся резидентом Гонконга, может подать заявку на получение карты АТЭС через Министерство иммиграции Гонконга. Это исключение не распространяется на другие страны-участницы.

## Внешний вид
Документ представляет собой пластиковую карту стандартного размера. Она машиночитаема и имеет следующие поля:
- имя
- пол
- страна (название страны-участницы)
- дата рождения
- дата окончания
- подпись
- номер паспорта

Помимо названия страны-участницы, на карте нет никаких государственных обозначений. На обратной стороне карты указаны страны-участницы, давшие разрешение на въезд. Машиночитаемая полоса начинается с обозначения CP, за которой следует аббревиатура страны-эмитента. Аббревиатуры соответствуют трёхбуквенным кодам стран ISO 3166-1 alpha-3. Хотя Тайвань является частью страны под названием Китайский Тайбэй, на картах используется обозначение TWN.

## Использование
Карта должна использоваться совместно с паспортом. Карта прикрепляется к конкретному загранпаспорту и действует только с ним. Она даёт следующие преимущества:
- Нет необходимости подавать заявление на получение визы или разрешения на въезд, так как карта рассматривается как визовый документ (за исключением транзитных членов)[15]
- Многократный краткосрочный въезд в согласованные страны на срок от 59 до 90 дней[16]
- Ускоренное пересечение границ всех стран-участниц, в том числе транзитных стран
- Ускоренный график визового собеседования в консульствах США по миру (не действует в России)
- Карта действительна в течение пяти лет
- Стоимость и сложность получения карты зависит от страны-участницы
- Время оформления: 3-4 месяца, в некоторых случаях — до одного года.

## Информация по конкретным странам

### Австралия
Поскольку Австралия является полноправным участником программы, граждане Австралии, часто совершающие bona fides деловые поездки, могут подать заявку на получение карты через Министерство внутренних дел Австралии онлайн. Иностранные держатели карт могут находиться в Австралии без визы сроком до 90 дней, а в аэропортах Аделаиды, Брисбена, Кэрнса, Дарвина, Мельбурна, Перта и Сиднея для них предусмотрены отдельные «скоростные полосы».
Условия для получения карты АТЭС для граждан Австралии включают:
- Частые поездки в страны АТЭС с деловыми целями
- Отсутствие судимостей за уголовное преступление
- Крупный бизнес, связанный с международной торговлей или инвестициями между странами АТЭС. Это может быть продемонстрировано, если бизнесмен:
  - Входит в актуальный бизнес-список Forbes Global 2000
  - В течение последних пяти лет получал получил грант на развитие экспортного рынка (Export Market Development Grant) от Austrade
  - В течение последних пяти лет был финалистом Australian Export Awards
  - Занимается в крупных объемах торговлей товарами, услугами или инвестиционной деятельностью между странами АТЭС
  - Является владельцем стартапа, есть очевидные свидетельства эффективности, разумного бизнес-планирования, изучения рынка и продуктов или услуг, которые будут продаваться.

### Россия
Российская Федерация является полноправным участником системы использования карт для деловых поездок в страны-участницы форума «Азиатско-тихоокеанское экономическое сотрудничество». 
Уполномоченным органом, отвечающим  за утверждение кандидатов на получение карт, является департамент МИД РФ в Москве. Карта не может оформляться заявителем напрямую в МИД и может выпускаться МИД только по ходатайству Российского союза промышленников и предпринимателей или иных ключевых бизнес-сообществ и органов государственной власти. По ходатайству уполномоченных органов МИД, согласовывает и утверждает каждого заявителя, после чего заявка направляется в консульские департаменты всех стран, в которые предполагается въезд. 
Для подачи заявления на оформление карты заявители должны иметь рекомендацию одного из уполномоченных государственных органов или бизнес-сообществ, либо иметь задокументированное подтверждение существенной зарубежной деятельности, рекомендации от деловых партнёров за рубежом и продемонстрировать подтверждение внешнеэкономической деятельности, связанной с экспортом и импортом товаров и услуг со странами АТЭС. 
Карта АТЭС может выдаваться добросовестному предпринимателю руководящего уровня, рекомендованному одним из уполномоченных бизнес-сообществ или органов государственной власти, который не был осужден за уголовные преступления, который имеет хорошую подтвержденную деловую репутацию и деятельность которого связана с совершением деловых поездок в страны-участницы форума АТЭС.  
Карта АТЭС дает возможность российским предпринимателям осуществлять регулярные деловые поездки в следующие страны: Австралия (90 дней), Бруней-Даруссалам (90 дней), Вьетнам (60 дней), Гонконг (Китай) (60 дней), Индонезия (60 дней), Китай (60 дней), китайский Тайвань (90 дней), Корея (90 дней), Малайзия (60 дней), Мексика (90 дней), Новая Зеландия (90 дней), Папуа-Новая Гвинея (60 дней), Перу (90 дней), Сингапур (60 дней), Таиланд (90 дней), Филиппины (59 дней), Чили (90 дней), Япония (60 дней). 
Порядок выдачи и использования карт для деловых поездок в страны-участницы форума АТЭС регламентируется системой The APEC Business Travel Card Operating Framework (информация на сайте www.businessmobility.org), постановлением Правительства Российской Федерации от 2 октября 2009 года №773 «Об участии Российской Федерации в системе использования карт для деловых и служебных поездок в страны-участницы форума АТЭС» и Указом Президента Российской Федерации от 5 июня 2012 года № 777 «О порядке въезда в Российскую Федерацию и выезда из Российской Федерации иностранных граждан — владельцев карт для деловых и служебных поездок в страны-участницы форума «Азиатско-Тихоокеанское Экономическое Сотрудничество».
Зарубежным держателем карт разрешается находиться в России с деловой целью на срок до 90 дней в течение каждого 180-дневного периода. Карта даёт возможность проходить ускоренный паспортный контроль по дипломатическому коридору в международных аэропортах России.

### Канада
Несмотря на то, что Канада не является полноправным участником схемы, владельцы карт по прибытии в Канаду имеют право использовать специальные полосы обслуживания в крупных международных аэропортах, но всё еще подчиняются стандартным въездным / визовым требованиям. На саммите АТЭС 2013 года в Индонезии премьер-министр Канады Стивен Харпер объявил, что его страна начнёт пилотную программу, позволяющую гражданам Канады — членам NEXUS подавать заявки на карты АТЭС.
В июне 2014 года Управление пограничной службы Канады (Canada Border Services Agency) опубликовало итоговый регламент, касающийся выдачи карт АТЭС гражданам Канады. Претенденты на карты АТЭС уже должны быть участниками программы NEXUS. Претенденты могут подать заявку через портал GOES, тот же веб-сайт, управляемый Погранично-таможенной службой США, который используется для других схем работы с путешественниками, заслуживающими доверия.
Поскольку Канада является только транзитным участником системы карт АТЭС и не предоставляет никаких визовых льгот владельцам карт АТЭС из других стран, канадские граждане аналогично не могут претендовать на безвизовые поездки по системе карт АТЭС. Тем не менее, они имеют право на ускоренную процедуру визового собеседования для тех стран, в которых требуется виза для граждан Канады, а также могут использовать специально обозначенные полосы в аэропортах.

### Гонконг
Любой резидент Гонконга, имеющий вид на жительство, часто совершающий bona fide деловые поездки, имеет право обратиться за получением карты Министерство иммиграции Гонконга после подачи формы ID900, независимо от того, является ли он гражданином Китая, при условии, что он никогда не привлекался к уголовной ответственности и если ему не отказывали в праве на въезд в другую страну-участницу АТЭС. 
Поскольку Гонконг является полноправным участником программы, нерезиденты Гонконга, имеющие карту АТЭС, могут въезжать в Гонконг без визы на срок до 60 дней и имеют право пользоваться специальными «зелёными коридорами».

### Япония
Япония участвует в программе с 2003 года, и Министерство иностранных дел Японии выдает карты бизнесменам-гражданам Японии. Безвизовый въезд разрешён на срок 60 или 90 дней в зависимости от пункта назначения, за исключением Филиппин, где пребывание ограничено 59 днями. Держатели карт могут воспользоваться специальными «зелёным коридорами» для ускорения процесса. Однако, поскольку японский паспорт уже сам по себе имеет много безвизовых преимуществ, использование этой карты не всегда может продлить пребывание (например, в случае поездки в Чили, Южную Корею, Перу или Тайвань), напротив, карта может сократить время пребывания (например, при путешествии в Китай или Сингапур).

### Новая Зеландия
Граждане Новой Зеландии могут подать заявку на карту АТЭС, если они часто путешествуют с деловым целями и имеют хорошую характеристику. Заявка подаётся через Иммиграционную службу Новой Зеландии.
Поскольку Новая Зеландия является полноправным участником программы, иностранные держатели карт могут въезжать в Новую Зеландию без визы на срок до 90 дней.

### США
Хотя США не являются полноправным участником программы, держатели карт в международных аэропортах США могут пользоваться специальными «зелёными коридорами» для экипажей самолётов, но подчиняются стандартным въездным / визовым требованиям.
Претенденты на карту АТЭС должны быть уже зарегистрированы в Global Entry, NEXUS или SENTRI. Поскольку США являются транзитным участником программы не предоставляют визовых льгот держателям карт АТЭС из других стран, граждане США аналогично не пользуются безвизовыми льготами при поездках по схеме карт АТЭС. Тем не менее, они имеют право на ускоренную процедуру визового собеседования тех стран, где требуется виза для граждан США, а также могут пользоваться дипломатическими или служебными линиями в аэропортах. Из 21 стран-участниц программы карт АТЭС визовая политика Китая, России и Вьетнама требует предварительной визы для граждан США, совершающих краткосрочные деловые визиты, а визовая политика Папуа-Новой Гвинеи предполагает получении визы по прибытии за отдельную плату. По состоянию на 3 января 2017 года плата составляла 70 долларов США.
В ноябре 2011 года был принят Закон о деловых поездках в АТЭС (Pub.L. 112–54), разрешающий выдачу карт АТЭС американским путешественникам до сентября 2018 года. Вскоре началась реализация. В мае 2014 года Министерство внутренней безопасности США издало предварительный итоговый регламент касательно выдачи карт АТЭС гражданам США. В июне 2014 года Погранично-таможенная служба США начала принимать заявки на карты АТЭС через портал GOES, интернет-сайт, который используется для других программ, работающих с проверкой путешественников. 2 ноября 2017 года, до истечения срока действия временной программы в сентябре 2018 года, был подписан Закон о деловых поездках в АТЭС 2017 года (S. 504), согласно которому карта деловых поездок АТЭС стала постоянной программой.